# 15. květen
15. květen je 135. den roku podle gregoriánského kalendáře (136. v přestupném roce). Do konce roku zbývá 230 dní.

## Události

### Česko
- 1211 – Slavnostní vysvěcení nejstaršího brněnského kostela sv. Kunhuty za přítomnosti Přemysla Otakara I.
- 1323 – Založení kláštera cisterciaček na Starém Brně.
- 1792 – Zřízení stolice (katedry) českého jazyka a literatury na pražské univerzitě.
- 1891 – V Praze byla zahájena Jubilejní zemská výstava, která trvala až do 18. října 1891 a navštívilo se ji přes dva a půl miliónů návštěvníků.
- 1919 – V Čechách, na Moravě a ve Slezsku se konaly volby do obecních zastupitelstev. Přinesly velký úspěch sociální demokracii.
- 1945
  - Ministr vnitra Václav Nosek vydal zásadní směrnici pro budování Sboru národní bezpečnosti.
  - Československá vláda povolila vydávat časopisy jen čtyřem deklarovaným politickým stranám a také odborovým a kulturním organizacím.
  - Na pražských letištích v Kbelích a Letňanech přistála první letadla 1. československé smíšené letecké divize z SSSR, jejíž jádro tvořili slovenští piloti, kteří v roce 1944 přeběhli na sovětskou stranu.
  - Vojenské velitelství v Praze zrušilo veškerá nařízení vztahující se k zatemnění jak průmyslových závodů, tak ostatních budov. Protiletecký úřad hl. města Prahy převzal úkol likvidace všech veřejných krytů.
  - Ministr výživy Václav Majer upozornil vládu, že zásahy spojeneckých armád do vyživovací soustavy, související s jejich zásobováním, ohrožují republikový zásobovací plán a je nutné tento fakt s americkou i Rudou armádou uspokojivě vyřídit.
- 1951 – V Praze u Apolináře byla otevřena první protialkoholní záchytná stanice v ČSR a zároveň na světě, kterou založil MUDr.Jaroslav Skála.
- 1969 – Vyšlo první číslo komiksu Čtyřlístek, pro české děti takřka kultovní záležitost.
- 1991 – V Praze byla zahájena Všeobecná československá výstava, která pokračovala v tradici obdobných výstav z let 1791 a 1891.
- 1996 – Premiéra českého oskarového filmu Kolja režiséra Jana Svěráka
- 2005 – Čeští hokejisté vyhráli po pěti letech na 69. mistrovství světa v ledním hokeji pátý titul mistrů světa.

### Svět
- 756 – Abd ar-Rahmán I. se stal emírem španělské Córdoby.
- 1252 – Papež Inocent IV. vydal papežskou bulu Ad extirpanda, která povolovala (ale i limitovala) mučení kacířů středověkou inkvizicí.
- 1464 – Války růží: se Yorkové a Lancasterové střetli v bitvě u Hexhamu.
- 1525 – Německá armáda zajala a postřílela 5 000 vzbouřenců, vedených pastorem Thomasem Müntzerem, v bitvě u Frankenhausenu a tím skončily německé selské války
- 1618 – Johannes Kepler potvrdil svůj objev třetího zákona planetárního pohybu.
- 1867 – Skončila vláda Maxmiliána I. Mexického v Mexiku.
- 1905 – Je založeno město Las Vegas, když se vydražilo 110 akrů (0,45 km²), které se později staly centrem města.
- 1918 – Skončila finská občanská válka.
- 1928 – Poprvé se objevila postavička Mickey Mouse v krátkém černobílém filmu s názvem Plane Crazy.
- 1931 – Papež Pius XI. vydal encykliku Quadragesimo anno.
- 1955 – Ve Vídni podepsána Rakouská státní smlouva, v jejímž důsledku spojenecké armády opouštějí rakouské území a Rakousko získalo suverenitu.
- 1974 – Teroristický útok známý jako Ma'alotský masakr, kdy tři členové Demokratické fronty pro osvobození Palestiny  zavraždili 22 izraelských studentů
- 2018 – Kontroverzní 19 km dlouhý Krymský most byl otevřen Vladimírem Putinem pro osobní silniční dopravu.
- 2024 – Byl spáchán atentát na slovenského premiéra Roberta Fica.

## Narození

### Česko

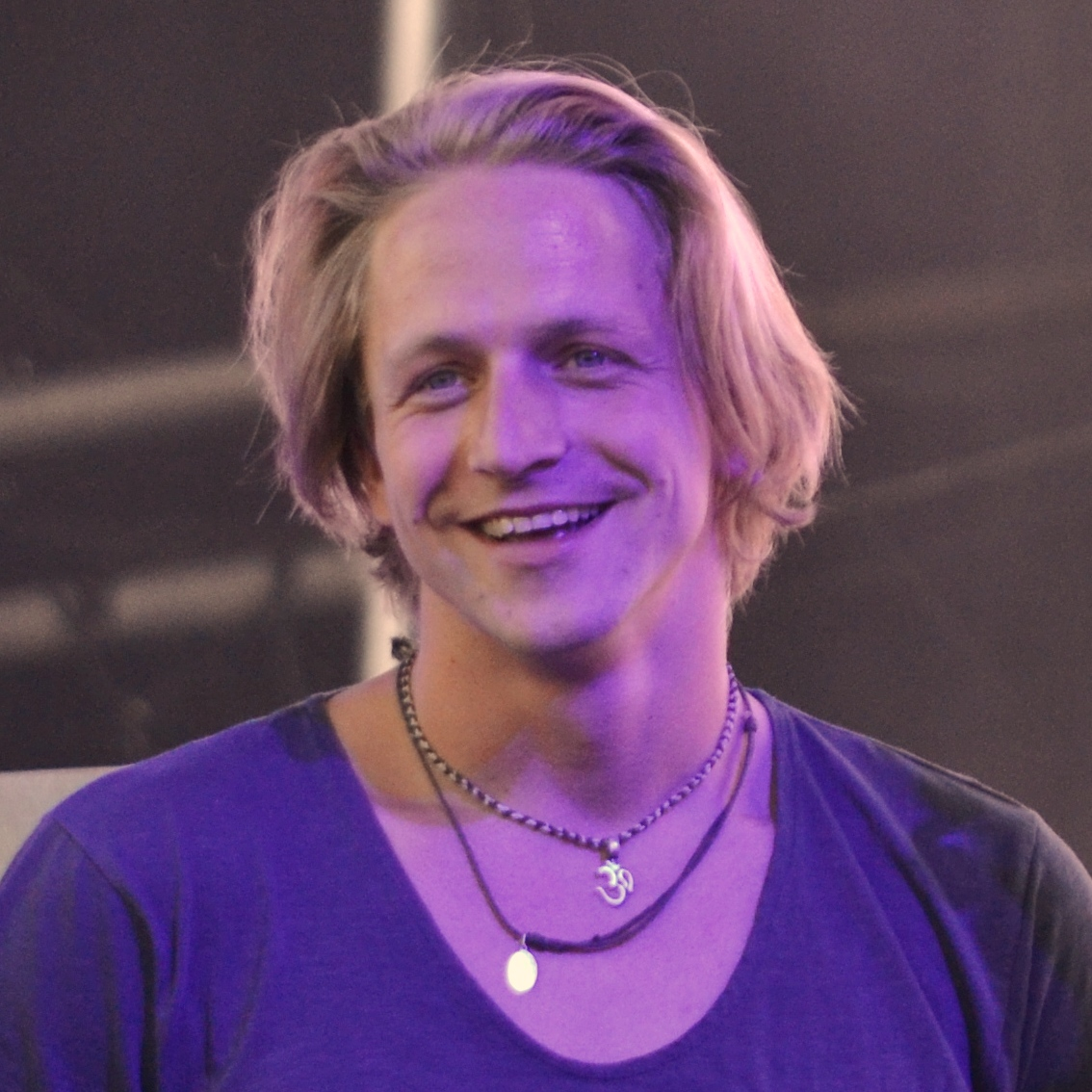
Tomáš Klus (* 1986)

- 1737 – Ignác Jan Nepomuk Palliardi, architekt italského původu († 18. března 1824)
- 1753 – Jan Petr Cerroni, historik a archivář († 3. září 1826)
- 1798 – Jan Šantl, právník, dramatik, hudební skladatel a politik († 24. března 1858)
- 1810 – Jan Karel Škoda, kněz a spisovatel († 31. prosince 1876)
- 1815 – Alfred Skene, brněnský starosta († 14. května 1887)
- 1833 – Sofie Podlipská, česká spisovatelka († 17. prosince 1897)
- 1847 – Hana Dumková, autorka kuchařských knih († 14. února 1920)
- 1851 – Jiří Czarda, český lékař, první český otolog († 6. listopadu 1885)
- 1859 – Augustin Eugen Mužík, básník a překladatel († 31. března 1925)
- 1861
  - Jan Vávra, český divadelní herec († 19. listopadu 1932)
  - Josef Švehla, pedagog, archeolog a spisovatel († 10. května 1934)
- 1866 – Josef Douba, malíř a ilustrátor († 8. dubna 1928)
- 1868 – Jan Hejčl, římskokatolický teolog († 5. února 1935)
- 1875 – Alois Kalvoda, český malíř († 25. června 1934)
- 1876 – Jaroslav Plicka, československý politik († ?)
- 1880 – Jan Štursa, sochař († 2. května 1925)
- 1884 – Otakar Fischer, ministr vnitra Protektorátu Čechy a Morava († 14. července 1968)
- 1892 – Jan Obenberger, profesor entomologie na Karlově univerzitě v Praze († 30. dubna 1964)
- 1897 – Václav Oukropec, český dělnický básník († 2. května 1968)
- 1901 – Antonín Carvan, československý fotbalový reprezentant († 1. listopadu 1959)
- 1902 – Anny Ondráková, herečka († 28. února 1987)
- 1904 – Pavel Bareš, český architekt († 13. srpna 1984)
- 1905 – Ludmila Kybalová, textilní výtvarnice († 5. prosince 1975)
- 1907
  - Antonín Martin Brousil, český divadelní a filmový teoretik († 23. června 1986)
  - Miroslav Hanuš, spisovatel († 26. září 1995)
- 1914 – Alois Šiška, československý válečný pilot († 9. září 2003)
- 1919 – Jarmila Beránková, česká herečka († 29. ledna 2002)
- 1921 – Čestmír Vycpálek, československý hráč fotbalu a trenér († 5. května 2002)
- 1926 – Ivan Měrka, violoncellista, hudební historik a pedagog
- 1929 – Jan Trefulka, spisovatel († 22. listopadu 2012)
- 1934 – Vladimír Brabec, herec († 1. září 2017)
- 1935 – Jaroslav Bílý, hudební skladatel a dirigent († 16. července 2010)
- 1936 – Milan Kymlička, český hudební skladatel († 10. října 2008)
- 1937 – Madeleine Albrightová, americká ministryně zahraničí († 23. března 2022)
- 1941 – Jaroslav Pospíšil, český právník a spisovatel
- 1948 – Jaroslav Bašta, archeolog, politik a diplomat († 7. dubna 2024)
- 1949 – Zdeněk Lhoták, český fotograf
- 1951 – Josef Maršál, malíř († 2003)
- 1952 – František Kotva, český kytarista († 18. března 2007)
- 1955
  - Martin Kraus, rockový zpěvák a frontman skupiny Krausberry
  - David Vejražka, herec
- 1956 – Mirek Topolánek, politik
- 1958 – Vít Sázavský, hudebník
- 1959
  - Robert Kolář, politik a manažer
  - Čestmír Řanda mladší, herec, scénograf, producent a výtvarník († 11. května 2020)
- 1966 – Jiří Němec, fotbalista
- 1973 – Ivo Uher, politik
- 1976 – Filip Ospalý, triatlonista
- 1986 – Tomáš Klus, písničkář, textař, skladatel a herec
- 1993 – Tomáš Kalas, fotbalista

### Svět

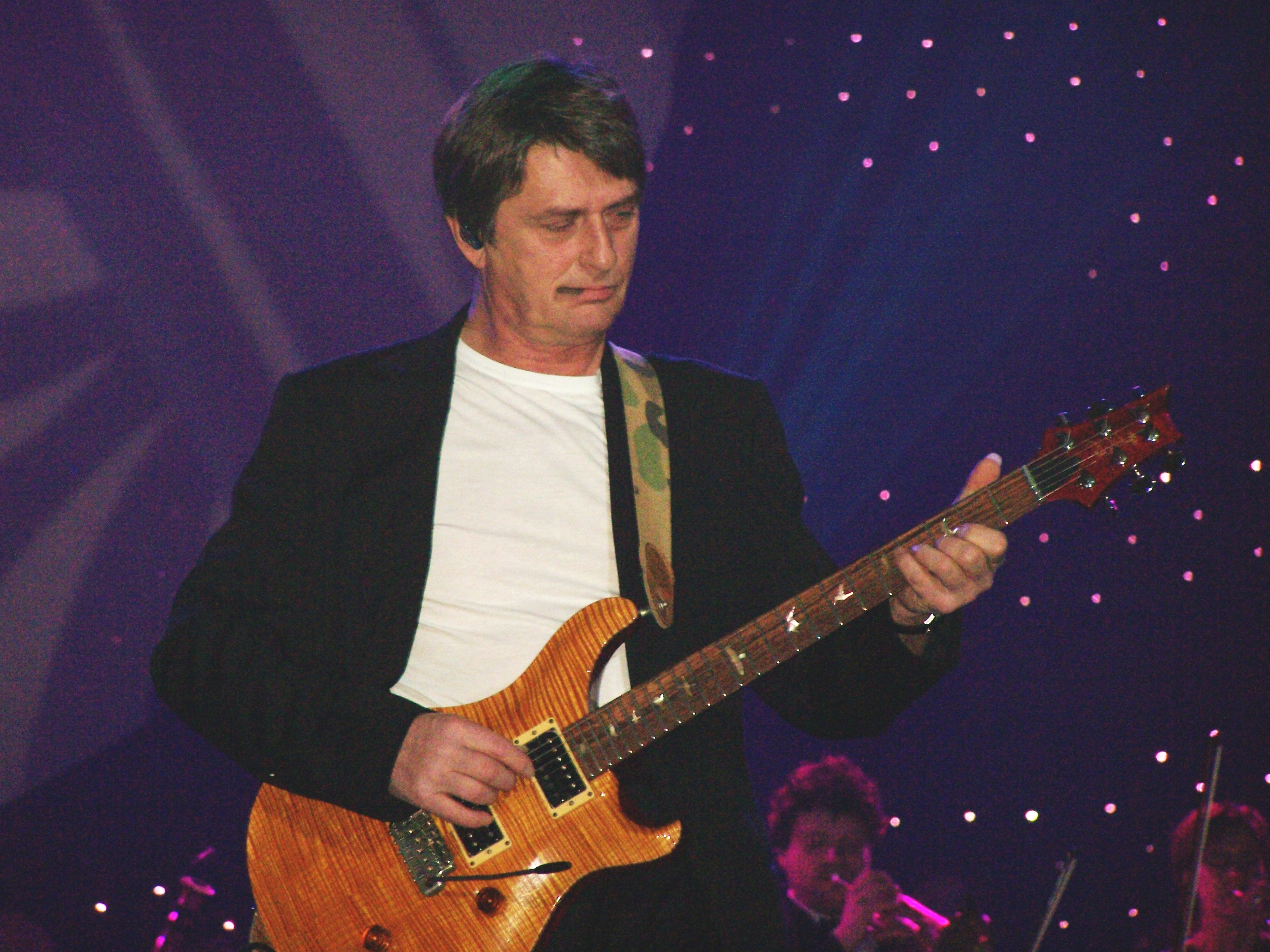
Mike Oldfield (* 1953)

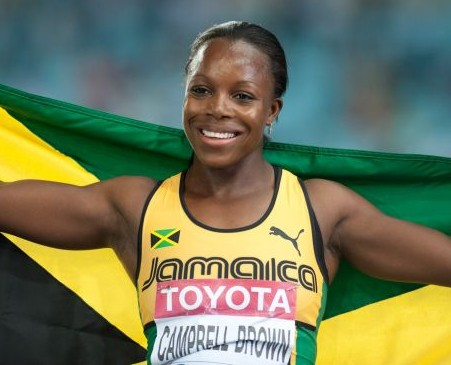
Veronica Campbellová-Brownová (* 1982)

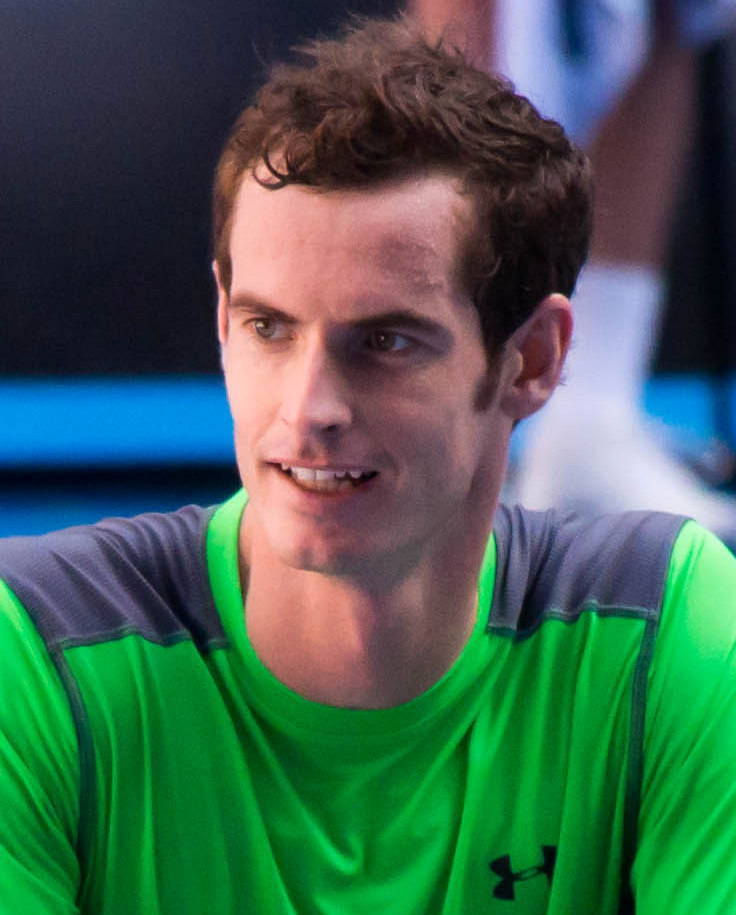
Andy Murray (* 1987)

- 1531 – Marie Habsburská, dcera císaře Ferdinanda I. Habsburského († 11. prosince 1581)
- 1567 – Claudio Monteverdi, italský skladatel († 29. listopadu 1643)
- 1633 – Sébastien Le Prestre de Vauban, vojenský stavitel († 30. března 1707)
- 1683 – Kristián Ludvík II. Meklenbursko-Zvěřínský, meklenbursko-zvěřínský vévoda († 30. května 1756)
- 1720 – Maximilián Hell, slovenský fyzik, matematik, astronom, jezuita († 1792)
- 1773 – Klemens Wenzel von Metternich, rakouský šlechtic, politik a diplomat († 1859)
- 1813 – Stephen Heller, maďarsko-francouzský klavírista, skladatel a pedagog († 14. ledna 1888)
- 1842 – Ludvík Viktor Habsbursko-Lotrinský, rakouský arcivévoda († 18. ledna 1919)
- 1845 – Jan Czerski, polský geolog, geograf a objevitel Sibiře († 25. června 1892)
- 1848 – Viktor Michajlovič Vasněcov, ruský malíř († 23. července 1926)
- 1851 – Herbert Lawford, britský tenista, († 20. dubna 1925)
- 1854
  - Émile Van Arenbergh, belgický básník († 3. ledna 1934)
  - Ivan Horbaczewski, ukrajinský lékař a chemik († 24. května 1942)
- 1856 – Lyman Frank Baum, americký spisovatel († 6. května 1919)
- 1859 – Pierre Curie, francouzský fyzik, nositel Nobelovy ceny za rok 1903 († 19. dubna 1906)
- 1860 – Ellen Louise Wilsonová, manželka 28. prezidenta USA Woodrowa Wilsona († 6. srpna 1914)
- 1862 – Arthur Schnitzler, rakouský prozaik, dramatik a lékař († 1931)
- 1873 – Pavlo Skoropadskyj, ukrajinský politik a vojevůdce († 1945)
- 1882 – Erwin Janchen, rakouský botanik († 10. července 1970)
- 1883 – Maurice Feltin, arcibiskup pařížský, kardinál († 27. září 1975)
- 1891 – Michail Bulgakov, ruský spisovatel († 10. března 1940)
- 1903 – Jean Cavaillès, francouzský filosof a matematik († 17. února 1944)
- 1905 – Abraham Zapruder, americký výrobce dámského oblečení, který nafilmoval svou amatérskou kamerou atentát na prezidenta Johna F. Kennedyho v Dallasu († 1970)
- 1909 – James Mason, anglický herec († 27. července 1984)
- 1911 – Max Frisch, švýcarský spisovatel († 4. dubna 1991)
- 1912 – Edwin Smith, anglický fotograf († 29. prosince 1971)
- 1915 – Paul A. Samuelson, americký ekonom, nositel Nobelovy ceny za ekonomii († 13. prosince 2009)
- 1920
  - Alberich Józef Siwek, opat polského kláštera Wachock a kláštera Vyšší Brod († 12. prosince 2008)
  - Nasrallah Butrus Sfeir, libanonský kardinál, emeritní maronitský patriarcha Antiochie († 12. května 2019)
- 1923 – Richard Avedon, americký fotograf († 1. října 2004)
- 1924 – Ezer Weizman, prezident Izraele († 24. dubna 2005)
- 1925 – Andrej Ešpaj, ruský hudební skladatel († 8. listopadu 2015)
- 1926 – Peter Shaffer, anglický dramatik († 6. června 2016)
- 1928
  - Joe Gordon, americký trumpetista († 4. listopadu 1963)
  - Ian Campbell, chilský ragbista († 11. listopadu 2022)
- 1929 – Otar Pacacija, gruzínský premiér († 9. prosince 2021)
- 1930 – Jasper Johns, americký výtvarník
- 1934 – John Keegan, britský vojenský historik († 2. srpna 2012)
- 1935 – Don Bragg, americký olympijský vítěz ve skoku o tyči († 16. února 2019)
- 1936 – Wavy Gravy, americký pacifista
- 1937 – Karin Krog, norská zpěvačka
- 1938 – Mireille Darcová, francouzská herečka, zpěvačka, scenáristka, spisovatelka a fotografka († 28. srpna 2017)
- 1940 – Claus Spahn, německý moderátor a producent
- 1941
  - Robert Kowalski, americký počítačový vědec
  - Wolfgang Schmidbauer, německý psychoanalytik a spisovatel
- 1942 – Anthony Wayne England, americký astronaut
- 1944
  - Ulrich Beck, německý sociolog († 1. ledna 2015)
  - Peter Mayhew, britsko-americký herec († 30. dubna 2019)
  - Miruts Yifter, etiopský běžec, olympijský vítěz († 22. prosince 2016)
- 1945 – Duarte Pio, vévoda z Braganzy, pravnuk portugalského krále Michala I.
- 1946 – Rod Coombes, anglický hudebník
- 1948
  - Gary Thain, britský rockový baskytarista († 8. prosince 1975)
  - Brian Eno, anglický hudebník, producent, skladatel a hudební teoretik
- 1949 – Hajo Banzhaf, německý filosof, astrolog a spisovatel († 11. února 2009)
- 1951 – Frank Wilczek, americký fyzik, nositel Nobelovy ceny
- 1952 – Chazz Palminteri, americký herec a spisovatel
- 1953 – Mike Oldfield, anglický multiinstrumentalista a skladatel
- 1957
  - Norbert Növényi, maďarský zápasník, olympijský vítěz
  - Margaretha Lichtenštejnská, lucemburská a lichtenštejnská princezna
- 1958 – Joël Kotek, belgický historik a politolog
- 1965
  - Eoin Colfer, irský spisovatel
  - Irina Kirillovová, chorvatská volejbalistka
- 1970 – Ronald de Boer, nizozemský fotbalista
- 1981 – Patrice Evra, francouzský fotbalista
- 1982
  - Veronica Campbellová-Brownová, jamajská sprinterka
  - Jessica Suttaová, americká tanečnice, zpěvačka a herečka (Pussycat Dolls)
- 1987 – Andy Murray, skotský tenista
- 1989 – Mapou Yanga-Mbiwa, francouzský fotbalista
- 1990
  - Jordan Eberle, kanadský lední hokejista
  - Stella Maxwell, britská modelka
- 1996 – Birdy, britská zpěvačka a hudební skladatelka
- 1998 – Lucrezia Stefaniniová, italská tenistka
- 2000 – Dajana Jastremská, ukrajinská tenistka

## Úmrtí

### Česko

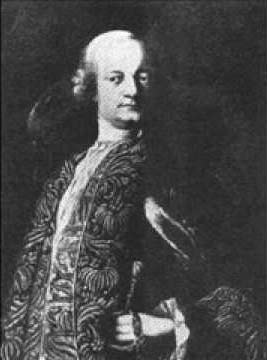
Karel Blažej Kopřiva († 1785)

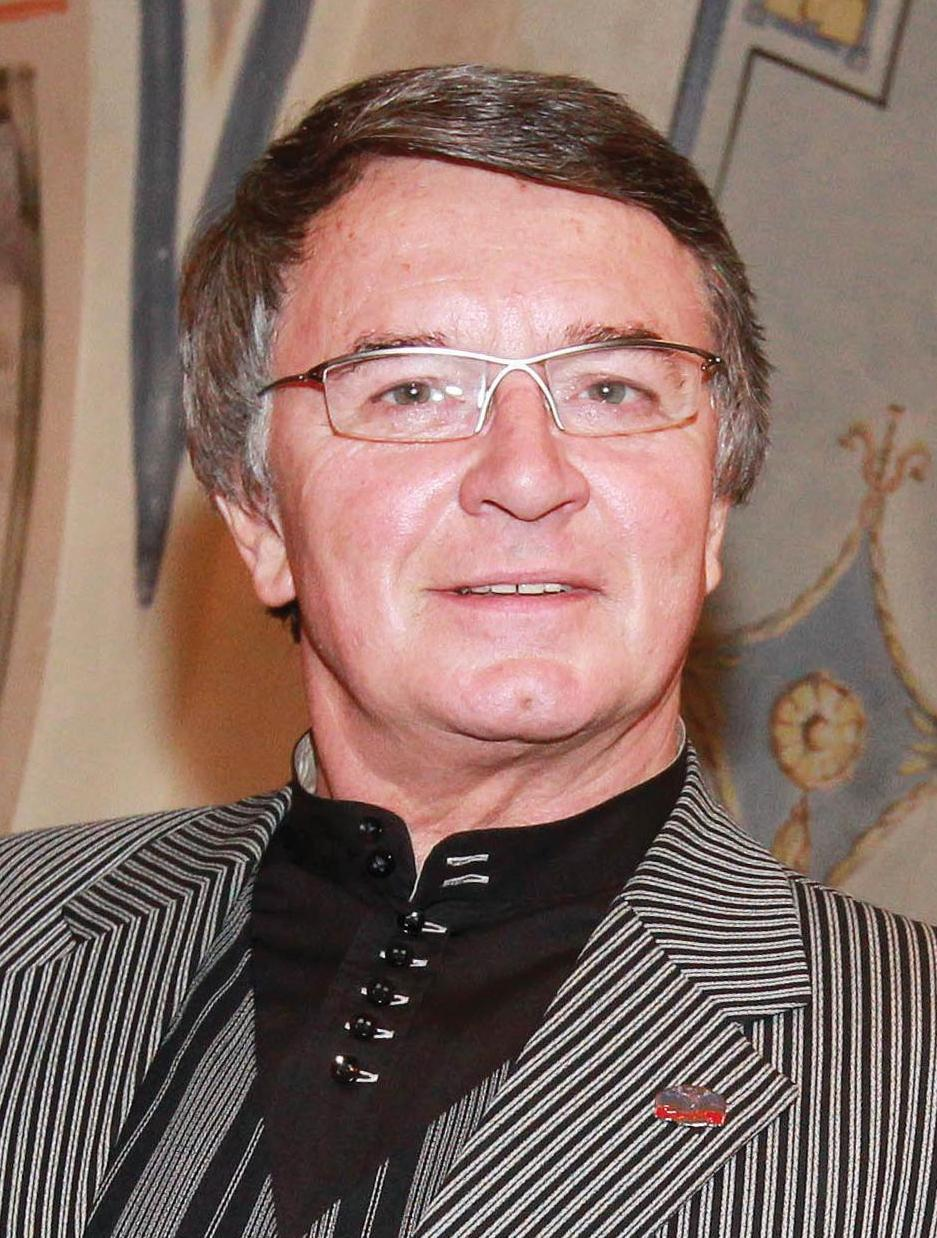
Vlastimil Harapes († 2024)

- 1729 – František Julián von Braida, český kanovník (* 7. března 1654)
- 1764 – Josef Bonaventura Piter, kněz a historik (* 5. listopadu 1708)
- 1772 – Josef Petrasch, učenec a básník (* 17. října 1714)
- 1785 – Karel Blažej Kopřiva, hudební skladatel (* 9. února 1756)
- 1823 – Antonín František Bečvařovský, hudební skladatel (* 9. dubna 1754)
- 1864 – Therese Brunetti, herečka Stavovského divadla v Praze (* 24. prosince 1782)
- 1865 – Ignaz Beidtel, moravsko-slezský dějepisec a právník (* 15. ledna 1783)
- 1898 – Martin Kolář, český pedagog, historik a heraldik (* 18. června 1836)
- 1915 – Josef Dědeček, botanik (* 23. listopadu 1843)
- 1919 – Leopold Kochman, básník, novinář a překladatel (* 13. listopadu 1847)
- 1935 – Zdeněk Městecký, český atlet-běžec (* 16. srpna 1881)
- 1936 – Karel Traxler, český kněz a šachista (* 17. ledna 1866)
- 1941 – Jindřich Svoboda, matematik, astronom a rektor ČVUT (* 13. července 1884)
- 1967 – Jaromír Fiala, hudební pedagog, spisovatel, překladatel a skladatel (* 30. prosince 1892)
- 1981 – Jiří Tožička, lední hokejista a trenér (* 14. listopadu 1901)
- 1987 – Bořivoj Lůžek, český archivář a historik (* 21. dubna 1921)
- 1989 – Josef Kudrna, čs. ministr vnitra (* 1. září 1920)
- 1993 – Marie Rosůlková, herečka (* 17. prosince 1901)
- 2001 – Ladislav Kareš, československý fotbalový reprezentant (* 19. listopadu 1919)
- 2007 – Václav Červinka, kanovník katedrální kapituly u sv. Štěpána v Litoměřicích (* 16. ledna 1922)
- 2023
  - Vít Červenka, kněz v moravské církevní provincii, diecézi brněnské a člen řádu premonstrátů (* 30. prosince 1976)
  - Jitka Svobodová, kreslířka, malířka, sochařka a vysokoškolská pedagožka (* 9. září 1941)
- 2024 – Vlastimil Harapes, herec, tanečník a režisér (* 24. července 1946)

### Svět

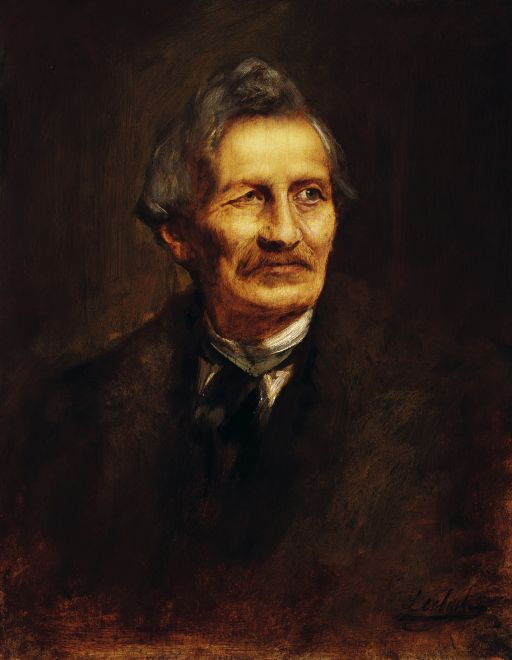
Gottfried Semper († 1879)

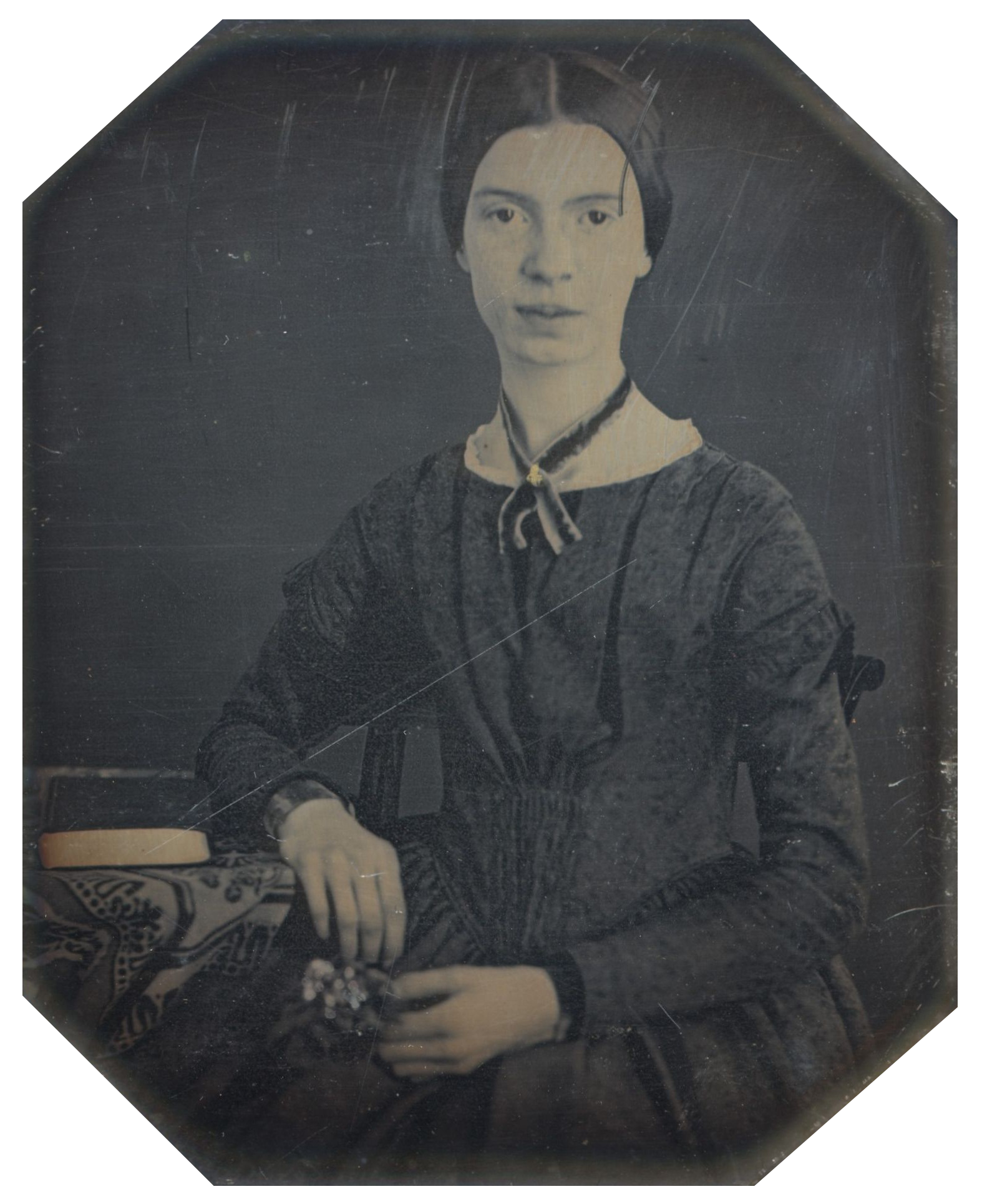
Emily Dickinsonová († 1886)

- 0884 – Marinus I., papež (* ??)
- 1130 – Svatý Isidor z Madridu, patron zemědělců (* 1070)
- 1157 – Jurij Dolgorukij, veliký kníže kyjevský (* asi 1099)
- 1174 – Núr ad-Dín, turecký sultán (* únor 1118)
- 1381 – Eppelein von Gailingen, německý loupeživý rytíř (* asi 1320)
- 1388 – Václav I. Saský, vévoda sasko-wittenberský a kurfiřt saský (* 1337)
- 1605 – Ayşe Sultan, osmanská princezna a dcera sultána Murada III. (* 1570)
- 1622 – Petrus Plancius, vlámský astronom, kartograf a teolog (* 1552)
- 1778 – Safiye Sultan, osmanská princezna a dcera sultána Mustafy II. (* 13. prosince 1696)
- 1782 – Richard Wilson, velšský malíř (* 1. srpna 1714)
- 1785 – Jean-François Pilâtre de Rozier, francouzský fyzik a průkopník letectví (* 30. března 1757)
- 1792 – Marie Ludovika Španělská, manželka císaře Leopolda II. (* 24. listopadu 1745)
- 1831 – Maxmilián Josef z Thun-Taxisu, bavorský královský důstojník a generálmajor rakouské armády (* 29. května 1769)
- 1847 – Daniel O'Connell, irský politický vůdce (* 6. srpna 1755)
- 1850 – Nükhetsezâ Hanım, konkubína osmanského sultána Abdulmecida I. (* 2. ledna 1857)
- 1852 – Louisa Adamsová, manželka amerického prezidenta Johna Quincyho Adamse (* 12. února 1775)
- 1857 – Vasilij Andrejevič Tropinin, ruský malíř (* 30. března 1776)
- 1858 – Robert Hare, americký chemik (* 17. ledna 1781)
- 1873 – Alexandr Ioan Cuza, kníže Valašska a Moldávie (* 1820)
- 1879 – Gottfried Semper, německý novorenesanční architekt a teoretik architektury (* 1803)
- 1885 – Konstantin Kavelin, ruský filozof a historik (* 16. listopadu 1818)
- 1886 – Emily Dickinsonová, americká básnířka (* 10. prosince 1830)
- 1887 – Alfred Skene, brněnský starosta (* 15. května 1815)
- 1891 – Edwin Long, anglický malíř (* 12. července 1829)
- 1914 – Jovan Skerlić, srbský spisovatel (* 20. srpna 1877)
- 1920 – Owen Morgan Edwards, velšský historik a spisovatel (* 26. prosince 1858)
- 1921 – Milenko Vesnić, srbský diplomat (* 13. února 1863)
- 1924 – Paul Henri d'Estournelles de Constant, francouzský politik, držitel Nobelovy ceny míru (* 22. listopadu 1852)
- 1925 – Geo Milev, bulharský básník, literární kritik, novinář a výtvarník (* 15. ledna 1895)
- 1927 – Waren Tay, britský oftalmolog (* 1843)
- 1935 – Kazimir Malevič, ukrajinsko-polský malíř a teoretik umění (* 23. února 1878)
- 1945 – Charles Williams, britský básník, romanopisec a teolog (* 20. září 1886)
- 1949 – Henri Beau, kanadský malíř (* 27. června 1863)
- 1953 – Charles Robert Knight, americký malíř (* 21. října 1874)
- 1954 – Patrick McDonald, americký olympijský vítěz ve vrhu koulí (* 29. července 1878)
- 1964 – Vladko Maček, chorvatský politik (* 20. června 1879)
- 1961 – Štefan Zamkovský, slovenský horolezec a horský vůdce (* 1908)
- 1967 – Edward Hopper, americký malíř (* 22. července 1882)
- 1975 – Antonio Pedrotti, italský dirigent a skladatel (* 14. srpna 1901)
- 1978 – Robert Menzies, premiér Austrálie (* 20. prosince 1894)
- 1985 – Jackie Curtis, americký herec (* 19. února 1947)
- 1986 – Elio de Angelis, italský automobilový závodník (* 26. března 1958)
- 1894 – Francis Bedford, anglický architekt a fotograf (* 1816)
- 2000 – Alfred Kučevskij, sovětský hokejový reprezentant (* 17. května 1931)
- 2001 – Sacha Vierny, francouzský kameraman (* 10. srpna 1919)
- 2003 – June Carter Cash, americká zpěvačka, textařka a herečka (* 1929)
- 2004 – Marius Constant, francouzský skladatel a dirigent (* 7. února 1925)
- 2008
  - Alexander Courage, americký hudební skladatel a aranžér (* 10. prosince 1919)
  - Willis Eugene Lamb, americký fyzik (* 12. července 1913)
- 2010
  - John Shepherd-Barron, skotský vynálezce bankomatu (* 23. června 1925)
  - Rudolf Syringus Habsbursko-Lotrinský, nejmladší syn posledního rakouského císaře Karla I. (* 5. září 1919)
- 2012 – Carlos Fuentes, mexický spisovatel (* 11. listopadu 1928)
- 2013 – Thomas Maria Messer, ředitel newyorského Guggenheimova muzea (* 8. února 1920)
- 2014 – Jean-Luc Dehaene, premiér Belgie (* 7. srpna 1940)
- 2023 – Robert Lucas mladší, americký ekonom, nositel Nobelovy pamětní cena za ekonomii (* 15. září 1937)

## Svátky

### Česko
- Významný den: Den rodin
- Žofie, Sofie
- Cyrila
- Raisa, Rajsa, Raja
- Brenda
- Socialistický kalendář – Založení Komunistické strany Československa (1921)

### Svět
- Mezinárodní den rodiny
- Světový den proti mozkové mrtvici
- Slovensko: Žofia
- Kjóto: Aoi Matsuri
- Rakousko: Den nezávislosti
- Litva: Den ustanovujícího shromáždění

### Liturgický kalendář
- Sv. Žofie
- Jindřich z Ebrantshausenu

## Pranostiky

### Česko
- Žofie vína upije.
- Svatá Žofie políčka často zalije.
- Déšť svaté Žofie švestky ubije.

| 15. květen v pražském KlementinuÚdaje jsou platné k 29. 4. 2025. | 15. květen v pražském KlementinuÚdaje jsou platné k 29. 4. 2025. | 15. květen v pražském KlementinuÚdaje jsou platné k 29. 4. 2025. |
| minimum                                                          | denní průměr                                                     | maximum                                                          |
| ---------------------------------------------------------------- | ---------------------------------------------------------------- | ---------------------------------------------------------------- |
| 2,7 °C (1876)                                                    | 15,1 °C (od 1961)                                                | 30,2 °C (1997)                                                   |